# جان الکساندر (بازیکن فوتبال، زاده ۱۹۸۵)
جان الکساندر (انگلیسی: John Alexander؛ زادهٔ ۲۴ سپتامبر ۱۹۸۵) بازیکن فوتبال اهل بریتانیا است.
از باشگاه‌هایی که در آن بازی کرده‌است می‌توان به باشگاه فوتبال نورتون و استوکتون آنکینتس، باشگاه فوتبال بلیث اسپارتانس، باشگاه فوتبال دارلینگتون، باشگاه فوتبال اسپنیمور تاون، باشگاه فوتبال اشینگتون، باشگاه فوتبال مارسکه یونایتد، باشگاه فوتبال بیشاپ اوکلند، و باشگاه فوتبال کروک تاون اشاره کرد.